# Îles Banda
Pour les articles homonymes, voir Banda.
 (mars 2018).
Si vous disposez d'ouvrages ou d'articles de référence ou si vous connaissez des sites web de qualité traitant du thème abordé ici, merci de compléter l'article en donnant les références utiles à sa vérifiabilité et en les liant à la section « Notes et références ».
Les îles Banda sont un groupe d'îles situées dans l'archipel indonésien, en mer de Banda. 
Elles font partie de la province des Moluques (république d'Indonésie), plus particulièrement du kabupaten des Moluques centrales (Kabupaten Maluku Tengah), dans lequel elles constituent le district (kecamatan) des îles Banda. 
Elles ont une superficie terrestre totale de 44 km2 et la population était d'environ 22 000 habitants en 2017.

## Situation
Les îles Banda sont situées dans la partie orientale de l'archipel indonésien, à 109 km au sud-ouest de l'île de Céram.  
D'autre part, elles se trouvent à 196 km à l'est-sud-est de l'île d'Ambon et à 289 km au sud-ouest de l'île de Nouvelle-Guinée.

## Géographie

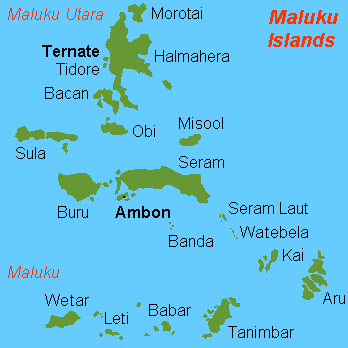
Les îles Banda dans les Moluques.

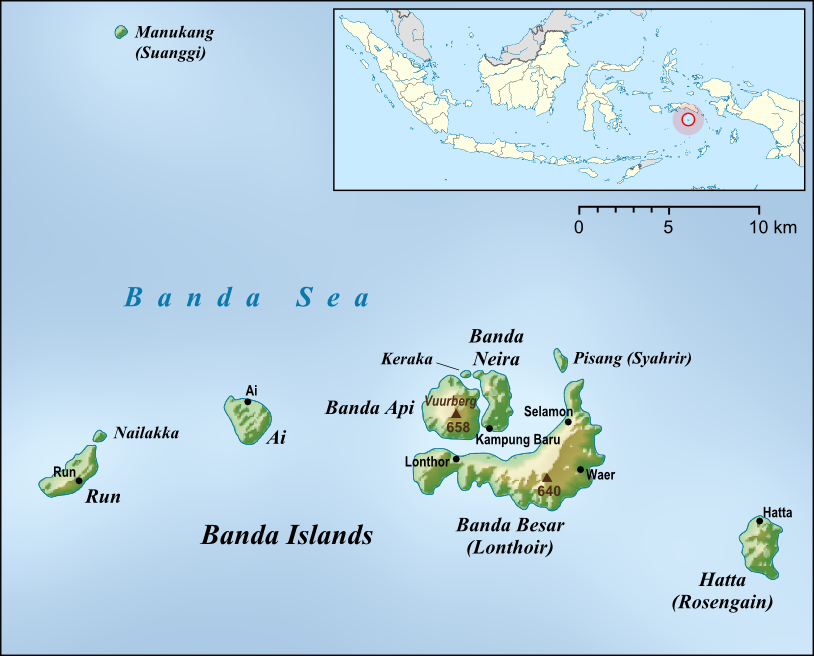

### Vue d'ensemble
L'archipel comprend dix îles (7 sont habitées), dont les plus importantes, situées au centre de l'archipel, sont Banda Besar (la plus grande), Banda Api et Banda Neira. 
Le siège du district, Banda Neira est situé sur l'île du même nom.
Ce sont des îles d'origine volcanique. 
Les îles s’élèvent au-dessus d’une profondeur de 4 à 6 kilomètres et ont une superficie totale d’environ 172 kilomètres carrés ; 736,3 km2 avec la zone maritime associée. Elles avaient une population de 18 544 habitants au recensement de 2010 et de 20 924 au recensement de 2020. Jusqu’au milieu du XIXe siècle, les îles Banda étaient la seule source au monde d’épices de noix de muscade et macis, produites à partir de l’arbre à noix de muscade.

### Tableau des îles Banda
| Nom          | Autres noms                                 | Superficie | Géolocalisation                    | Remarques                                                                                               | Illustration | Légende                                                                    |
| ------------ | ------------------------------------------- | ---------- | ---------------------------------- | --- | ------------ | -------------------------------------------------------------------------- |
| Banda Neira  | • Naira • Naira •Bandanaira                 |            | 4° 31′ 08,14″ S, 129° 54′ 15,85″ E | • Siège du chef-lieu de district, Banda Neira.                                                          |              | La ville de Banda Neira vue du Gunung Api.                                 |
| Banda Besar  | • « Grande Banda » • Lonthoir • Lontho      |            | 4° 33′ 23,67″ S, 129° 55′ 12,71″ E | • La plus vaste de l'archipel                                                                           |              | Lithographie d'après une aquarelle de Josias Cornelis Rappard (1824-1898). |
| Banda Api    | • Gunung Api.                               |            | 4° 31′ 21,7″ S, 129° 52′ 50,57″ E  | • Île volcanique culminant à 640 mètres • Plus récente éruption en 1988                                 |              | Vue du volcan Api depuis la mer.                                           |
| Run          | • Rhun.                                     |            | 4° 33′ 25,21″ S, 129° 40′ 57,11″ E | • La plus occidentale de l'archipel • Échangée contre l'île de Manhattan par le traité de Breda (1667). |              | Vue de la côte.                                                            |
| Ai           | • Pulau Ay • Ay                             |            | 4° 31′ 41,41″ S, 129° 46′ 28,66″ E | • Île inhabitée                                                                                         |              |                                                                            |
| Pulau Pisang | • Syahrir • Sjahrir                         |            | 4° 29′ 46,82″ S, 129° 56′ 12,65″ E | • La plus septentrionale de l'archipel                                                                  |              |                                                                            |
| Pulau Hatta  | • Rozengain                                 |            | 4° 35′ 33,03″ S, 130° 02′ 21,59″ E | • La plus orientale de l'archipel                                                                       |              |                                                                            |
| Nailaka      | • Nailakka                                  |            | 4° 32′ 06,36″ S, 129° 41′ 49,02″ E | • Île inhabitée                                                                                         |              |                                                                            |
| Batu Kapal   |                                             |            | 4° 29′ 13,71″ S, 129° 55′ 52,26″ E | • Île inhabitée                                                                                         |              |                                                                            |
| Pulau Keraka | • Karaka • Pulau Karaka • « Île au crabes » |            | 4° 30′ 11,93″ S, 129° 53′ 11,89″ E | • Île inhabitée                                                                                         |              |                                                                            |

### Faune et flore
Le sol volcanique des îles Banda a permis la culture de muscadier, qui est une plante indigène. Les autres produits de l'archipel sont le clou de girofle, la noix de coco, le tapioca, les fruits et légumes, la pêche.
Il y a également beaucoup de lézards endémiques comme Gehyra marginata, le gecko géant d'Hamahera ou Varanus melinus, le varan jaune coing, Tiliqua gigas, le scinque a langue bleue. Ainsi que des serpents comme les Chrysopelea (serpents volants), des pythons du genre Morelia, des boas océaniens (genre Candoia). Il y a aussi beaucoup d'oiseaux comme le célèbre cacatoès des Moluques ou encore le lori écarlate, le Pitta maxima, l'Ibis à cou noir ou le perroquet Eclectus et la perruche tricolore. Il y a également quelques espèces de Paradisaeidae (paradisiers) comme le paradisier de Wallace, le paradisier de Raggi, le paradisier républicain et des oiseaux de proie comme l'aigle de Gurney ou la ninoxe aboyeuse. On trouve aussi le redoutable casoar à casque dans certaines de ces îles. La faune est aussi bien représentée du côté des mammifères marsupiaux, on y trouve le Phalanger volant, le cuscus, des Peramelidae (bandicoots) et même une espèce de kangourou (Dendrolagus inustus). 
La faune sous-marine est tout aussi diverse car toutes les eaux de l'archipel possèdent des récifs coralliens car, comme la plupart des mers de  l'Indonésie, ces eaux sont dans le triangle de corail.

## Histoire

### Premières interventions occidentales
Les Portugais, qui ont atteint les Indes orientales en 1498 (Vasco de Gama), annexent les îles Banda en 1511.
Les Anglais établissent un fort sur l'île Run en 1601. 

### La conquête par les Provinces-Unies (à partir de 1605)
Les Néerlandais de la république des Sept Provinces-Unies des Pays-Bas, représentés par la Compagnie néerlandaise des Indes orientales (VOC), expulsent les Portugais d'Indonésie en 1605. 
En 1607, la VOC envoie à Neira Pierre Guillaume Verhuff (ou Verhoef) avec pour mission d'établir le monopole de la compagnie sur le commerce des épices. Le rapport de force leur étant défavorable[réf. nécessaire], les habitants acceptent d'abord les conditions des Hollandais et la construction du fort Belgica. Mais Verhoef est tué en 1609 ainsi que 45 de ses hommes.
En 1621, Jan Pieterszon Coen, gouverneur général de la VOC, installée depuis 1619 à Batavia, débarque à la tête d'une expédition punitive au cours de laquelle la population de l'île, soit 14 000 personnes, est massacrée. 
Anglais et Néerlandais se disputent ensuite les îles[réf. nécessaire].Par le traité de Bréda en 1667, les Anglais acceptent d'abandonner Run en échange de la Nouvelle-Amsterdam, c'est-à-dire la presqu'île de Manhattan.

### Du traité de Bréda (1667) à l'indépendance de l'Indonésie (1949)
Les îles changent plusieurs fois de main[réf. nécessaire] jusqu'en 1814, date de la signature du Traité de Paris, qui reconnaît la souveraineté du royaume des Pays-Bas, issu des anciennes Provinces-Unies, sur l'Indonésie.
Les dirigeants nationalistes Mohammad Hatta et Sjahrir sont exilés à Banda Naira de 1934 à 1942, date du débarquement des troupes japonaises. 
L'occupation japonaise dure jusqu'en 1945, puis commence la guerre d'indépendance qui se termine en 1949.

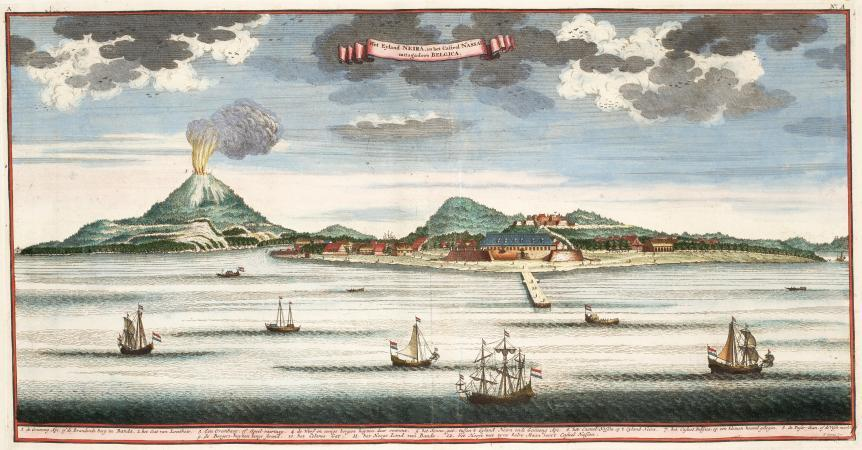
Banda Neira selon une gravure de 1724.
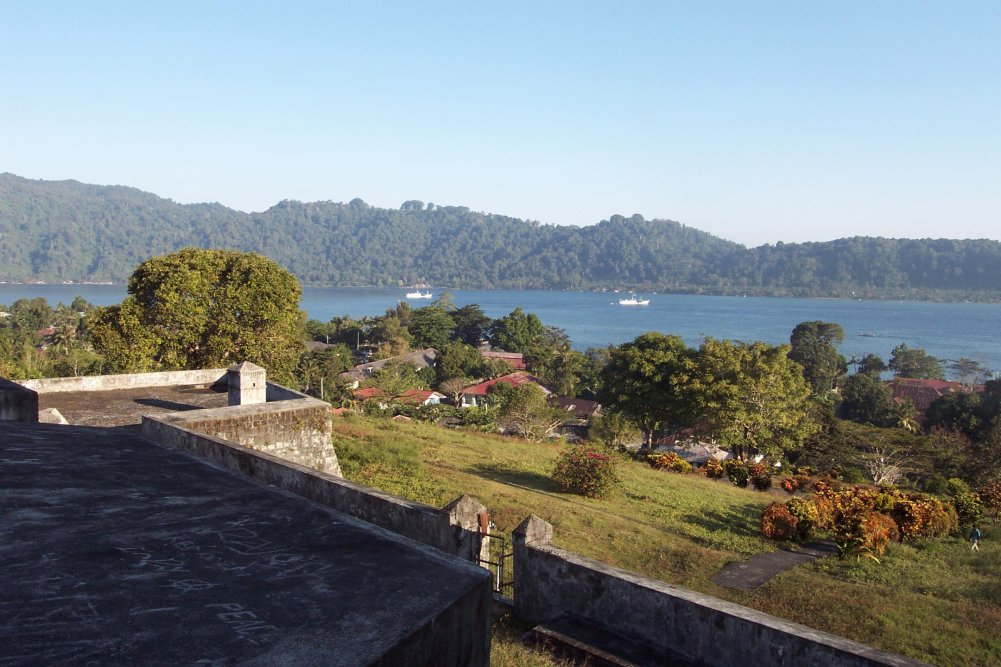
L'île de Banda Besar vue depuis le fort Belgica.
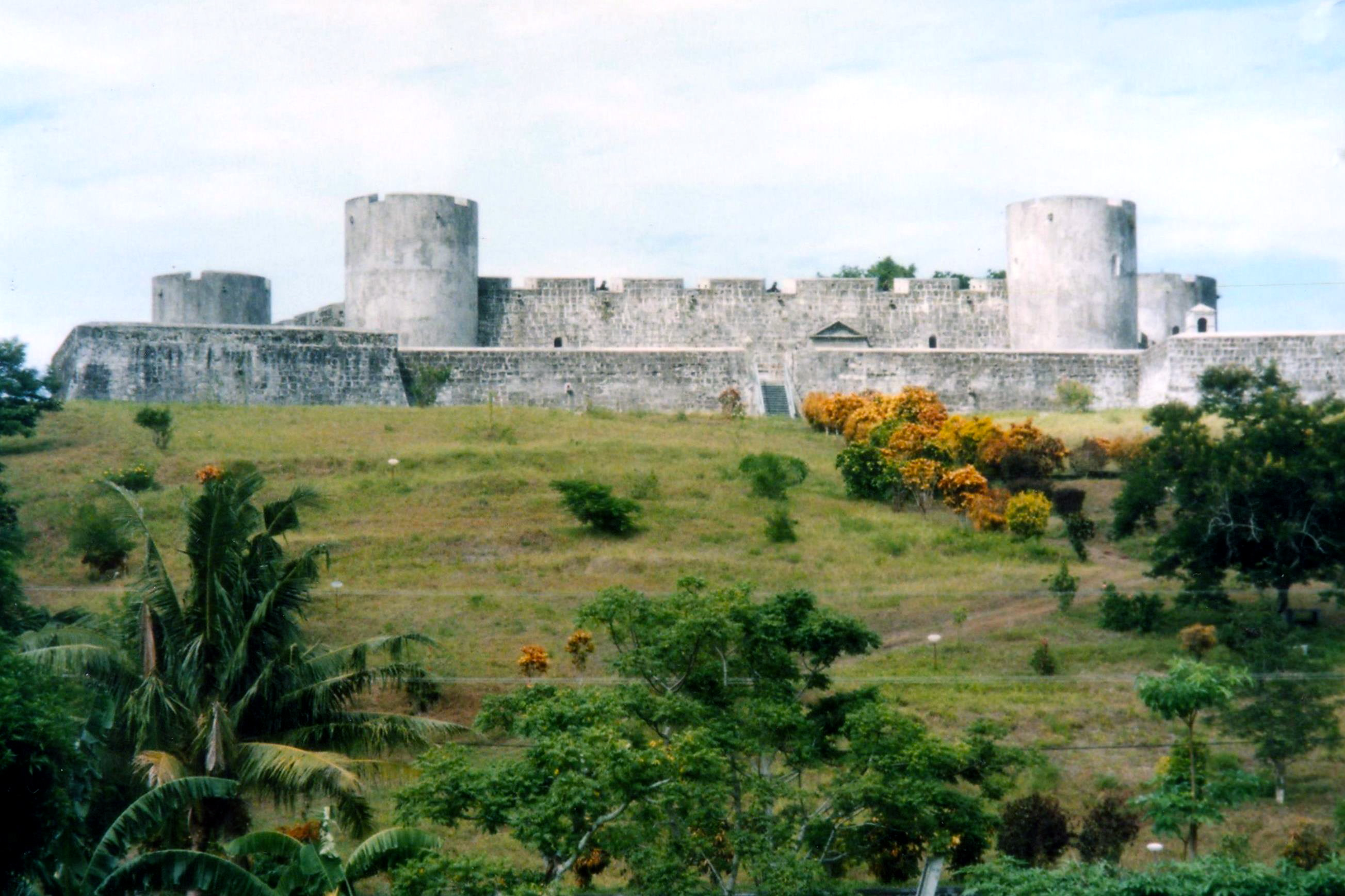
Le fort Belgica.
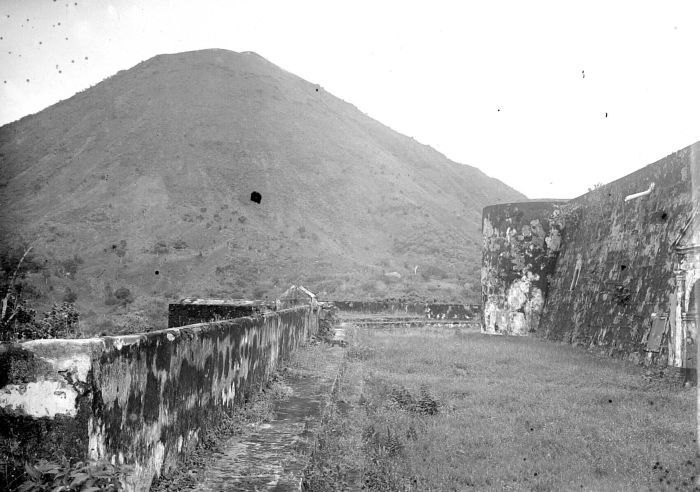
Le fort Belgica en 1921.

## Population
La moitié de la population de l'archipel se trouve à Banda Neira, capitale et port du district, qui se trouve sur l'île du même nom. Les habitants de Banda Naira sont des descendants de Javanais, de Makassar et d'habitants des îles voisines amenés par les Hollandais pour travailler dans les plantations de muscadiers hollandaises.

## Tourisme
Les îles Banda sont une destination appréciée des plongeurs. Les principaux sites sont les îles aux Crabes, Batu Kapal et Karnobol.
La compagnie Merpati relie en théorie deux fois par semaine Banda Neira à Ambon, la capitale de la province des Moluques. Il n'est pas rare que le vol soit annulé pour manque de passagers.